# Marpingen
Marpingen – gmina w zachodnich Niemczech, w kraju związkowym Saara, w powiecie St. Wendel.

## Geografia
Gmina leży w dolinie Alsbachtal, na przedgórzu Hunsrück.
Gmina ma powierzchnię 39,68 km², zamieszkuje ją 10 770 osób (2010).
Marpingen położone jest ok. 25 km na północ od Saarbrücken, ok. 45 km na południowy wschód od Trewiru, ok. 50 km na zachód od Kaiserslautern i ok. 70 km na północny wschód od Luksemburga.

## Dzielnice
W skład gminy wchodzą cztery dzielnice: Marpingen, Urexweiler, Alsweiler i  Berschweiler.

### Marpingen
Dzielnica zajmuje 12,56 km² i zamieszkuje ją około 5 200 osób, jest to główna miejscowość gminy. Przed reformą administracyjną w 1974 Marpingen było największą gminą w powiecie.
Marpingen stało się znane dzięki działającym sekcjom sportowym (piłka ręczne, piłkarzyki, biegi i szybownictwo) oraz przez objawienia maryjne. Choć nie zostały zaaprobowane przez Kościół katolicki, przyciągnęły w latach 90. XIX wieku wielu wiernych z całej Europy.
W miejscowości znajduje się szkoła podstawowa oraz szkoła Gesamtschule. W miejscowości znajdują się następujące obiekty kulturowe i sportowe: aula, dwie hale sportowe, plac ze sztuczną trawą, hala jeździecka, lądowisko szybowcowe oraz szlaki turystyczne i trasy nordic walking.

### Urexweiler
Jest to spokojna dzielnica z około 3 200 mieszkańcami. Wyróżnia się przez liczne związki np. DC-Bock 1976, związek sportowy, związek ogrodniczy, związek mandoliny, związek muzyczny, koło śpiewu Concordia 1878 e. V., związek hodowców drobiu i zajęcy, klub tenisowy, klub tenisa stołowego oraz wiele innych. W pierwszy weekend września organizowane jest święto wsi.

### Alsweiler
W Alsweiler mieszka około 2 300 osób, znajduje się tutaj Hiwwelhaus, najstarsze gospodarstwo rolne Saary. Zostało ono wybudowane w 1712 i dziś użytkowane jest jako centrum kultury zarządzane przez związek Hiwwelhaus e.V.. Organizuje się tam wystawy fotografii i sztuki, koncerty fortepianowe oraz wykłady naukowe.

### Berschweiler
Berschweiler leży najbardziej na południe wśród miejscowości leżących w dolinie Alsbachtal, do których zalicza się również Alsweiler i Marpingen. Z około 1 200 mieszkańcami i 6,84 km² powierzchni jest najmniejszą dzielnicą gminy. Powstanie miejscowości musiało nastąpić długo przed pierwszą autentyczną wzmianką z 1281, ponieważ w 1949 podczas wykopalisk odnaleziono części siekiery pochodzącej z neolitu. Z czasów rzymskich pochodzi wiele odkryć m.in. ruiny willi. Istnieją przypuszczenia, że w bezpośrednim otoczeniu Berschweiler zakopano wagon wypełniony kosztownościami.
Od wprowadzenia w 1575 reformacji większość osób na tych terenach jest ewangelikami. Po II wojnie światowej chciano w miejscowości wybudować świątynię. 19 kwietnia 1953 został poświęcony dom gminy ewangelickiej z pomieszczeniami kościelnymi. Kościół katolicki został poświęcony 14 czerwca 1953.
W 1933 Naturschutzbund (pol. Związek Ochrony Przyrody) zajął się osiedlaniem bobra w Saarze. Możliwość wystąpiła na rzeczce Ill stwierdzono tam, że biotop idealnie pasuje do osiedlenie bobrów. Po osiedleniu bobrów dalsze siedem pochodzących z Saksonii-Anhalt zostało osiedlone w grudniu 1994, październiku 1995 i wiosną 1996. Piątka z tego zamieszkała w Berschweiler i wydała na świat młode.
Berschweiler jest dzielnicą pagórkowatą o dużej lesistości. Rozwinięte jest rolnictwo, znaleźć tu można stare gospodarstwa rolne.

## Osiedla

### Habenichts
Osiedle ta należy do dzielnicy Urexweiler i położone jest ok. 2 km na północny wschód od tej miejscowości.

### Rheinstraße
W epoce rzymskich kolonizacji w okolicznych lasach krzyżowały się dwa z czterech najważniejszych traktów tych czasów. Były to drogi łączące Metz z Moguncją i Trewir ze Strasburgiem. Przypuszcza się, że nie połączyli tych dróg Rzymianie lecz Celtowie. Teren ten nazywany był również Häusje, nazwał go tak jeden z członków rodziny Recktenwald, który wybudował tu pierwszy dom. Coraz więcej spokrewnionych ze sobą rodzin zaczęło się tu osiedlać. Wieś ta znana jest z okolicznych szlaków turystycznych jak i punktu widokowego.
W 1995 w ramach podziękowania za 50 lat pokoju w Niemczech mieszkańcy wsi wznieśli pomnik. Znajduje się tu również kaplica pw. św. Jana (Johannis-Kapelle). 1 maja corocznie organizowane jest Święto Jeździectwa (Reiterfest) gdzie zbierają się ludzie z całego regionu.
Obecnie osiedle należy do dzielnicy Marpingen, żyje tu około 140 osób w 44 domach.

## Historia
Pierwsze wzmianki o Marpingen pochodzą z 1084. W łacińskim dokumencie cesarz Henryk III potwierdza, że rycerz Emich przekazuje lenno castellum marpedinum biskupowi Verdun. W 1984 zostały przeprowadzone uroczystości z okazji 900-lecia wsi. Wykopaliska potwierdzają jednak, że obszary te były zamieszkane już wcześniej, znaleziono przedmioty z neolitu, tumulus z epoki brązu oraz groby wojenne z czasów celtyckich.

## Polityka

### Wójtowie
- 1990 – obecnie Werner Laub, SPD
- 1982 – 1990 Hermann Neis, CDU
- 1974 – 1982 Josef Sartorius,  CDU

### Rada gminy
Rada gminy składa się z 33 członków:
|      |                                   | CDU   | SPD   | Razem |
| 2004 | Miejsca                           | 19    | 14    | 33    |
|      | Porównanie z poprzednimi wyborami | +3    | -3    | –     |
|      | Procent                           | 56,15 | 43,85 | 100   |
|      | Porównanie z poprzednimi wyborami | +8,4  | -5,1  | –     |

## Współpraca
Mettlach posiada dwie miejscowości partnerskie:
- Bertrichamps, Francja – od 15 listopada 1973
- Simontornya, Węgry – od 1988

## Zabytki i atrakcje
Alsweiler
- gospodarstwo rolne przy Brunnenstraße 3, z I połowy XIX w.
- gospodarstwo rolne przy Reitersberg 1, z przełomu XVII i XVIII w.
- cmentarz
  - nagrobek kapłana z XIX w.
- katolicki kościół parafialny pw. św. Maurycego (St. Mauritius) z 1829–1831, projekt Johanna Martina Fladta
- krzyż przy Tholeyer Straße 91, z 1786

Berschweiler
- gospodarstwo rolne przy Im Engstereck 2, z XIX w.
- gospodarstwo rolne przy Im Mitteldorf 4, z 1844
- gospodarstwo rolne przy Im Mitteldorf 6, z 1832
- gospodarstwo rolne przy Im Mitteldorf 8, z 1851
- zwornik z XVI w.
- gmina ewangelicka z 1951–1953, projekt Ferdinanda Knaba

Marpingen
- krzyż przy Am Marienbrunnen, z XVIII w.
- katolicki kościół parafialny pw. Wniebowstąpienia NMP (Maria Himmelfahrt) z 1902–1903, projekt Wilhelma Hectora
- kaplica pw. św. Jana (Johanneskapelle) przy Rheinstraße, z dwoma figurami z XVIII w.
- młyn postrzygaczy przy Schafbrücke 7. Został wybudowany w 1836, odrestaurowany w 1999. Obecnie znajduje się tutaj Muzeum Krajoznawcze oraz kawiarnia.

Urexweiler
- cmentarz z zabytkowymi nagrobkami
- katolicki kościół parafialny pw. św. Franciszka (St. Franziskus) z 1913–1914, projekt Petera Marxa
- dworek myśliwski z 1787
- dom oraz stajnia przy Hauptstraße 29
- piwnica przy Hauptstraße 34, z 1830
- gospoda Bregge przy Hauptstraße 49, z 1907, zabudowania rolnicze z 1924

Kamienie graniczne - wzdłuż granicy gminy Marpingen z Winterbach, Oberlinxweiler i Remmesweiler przebiegała wcześniej granica między księstwem Nassau-Saarbrücken a księstwem Pfalz-Zweibrücken. Dotychczas zachowało się kilka dużych kamieni, które zostały ustawione w XVIII w. i później częściowo odrestaurowane. Na kamieniach widnieją godła poszczególnych księstw.
Kaplica maryjna - została wzniesiona w roku 1932 jako miejsce modlitwy i kultu Marii, Matki Jezusa z Nazaretu. W miejscu tym w 1876 doszło do objawienia. Między majem a październikiem 1999 Maria "objawiała się" trzem kobietom aż 13 razy i przekazywała im "wiadomości". 8 sierpnia 1999 ponad 20 tysięcy osób przybyło do tego miejsca by uczestniczyć w zdarzeniu.
Kościół katolicki nie uznaje tych objawień, w 2005 Komisja Kościelna stwierdziła poważne wątpliwości co do nadnaturalności tych wydarzeń.
Imprezy coroczne
- największy pochód w powiecie, w Rosenmontag (ostatni poniedziałek karnawału). Przyciąga wiele tysięcy widzów.
- w okolicach 15 sierpnia (święto Wniebowzięcia Najświętszej Maryi Panny) corocznie odbywa się 4-dniowy jarmark.

## Sport
Lądowisko szybowcowe – działające w Marpingen Krajowe Centrum Szybownictwa (Landesleistungszentrum Segelflug) należy do czterech tego typu placówek w kraju. Corocznie odbywają się tutaj zawody o znaczeniu ponadregionalnym. W 1995 w Marpingen odbyły się 9. mistrzostwa Europy kobiet w szybownictwie, gdzie duży sukces osiągnęły Polki.
FC Hellas – klub piłkarski w sezonie 2005/2006 był mistrzem Landesligi Nord-Ost w Saarze i w sezonie 2006/2007 występował w Verbandslidze.
DJK St. Michael Marpingen – klub piłki ręcznej, pierwsza drużyna kobiet w sezonie 2007/2008 występuje w 2. Bundeslidze, w grupie południe.
Mężczyźni tworzą drużyny DJK Oberthal, DJK Namborn i HSG DJK Nordsaar. Po roku gry w Oberlidze Nadrenia-Palatynat/Saara zespoły spadły do Saarlandligi.

## Komunikacja
Przez teren gminy przebiega droga krajowa B269, w pobliżu administracyjnych granic leży autostrada A1 (zjazdy 140 Tholey i 141 Eppelborn). Najbliższe stacje kolejowe znajdują się w Eppelborn (Primstalbahn) i w St. Wendel (Nahetalbahn).

## Osoby urodzone w Marpingen
- Richard Dewes, (ur. 12 lipca 1948), polityk (SPD), były minister spraw wewnętrznych i administracji Turyngii
- Erwin Glod, (ur. 1936), piłkarz (zawodnik Borussia Neunkirchen)
- Erich Leist (ur. 13 maja 1935), piłkarz (zawodnik Borussia Neunkirchen)
- Bernd Franke (ur. 1948), piłkarz, wraz z reprezentacją RFN wywalczył 2. miejsce na mistrzostwach świata w 1982
- Kristina Barrois (ur. 1981), tenisistka (na 10 marca 2008 znajduje się na 270. miejscu rankingu ATP)
- Karl Rauber (ur. 29 kwietnia 1952), polityk (CDU), minister do spraw krajowych i europejskich Saary
- Dr. Rudolf Hinsberger (ur. 6 marca 1943), polityk (SPD), radny powiatu Neunkirchen